# Абарат
«Абарат» — подростковый фантастический роман, написанный и проиллюстрированный Клайвом Баркером. Данная книга является первой в серии об Абарате.
Прежде чем Баркер начал работать над первой книгой из серии об Абарате, он создал более 300 картин выполненных маслом, которые в дальнейшем использовал в своих книгах. Баркер рано понял, что история, которую он хотел рассказать, не может быть отражена в одной книге, поэтому была создана целая серия книг. Американская Библиотечная Ассоциация выбрала Абарат как одну из лучших книг для молодёжи.

## Сюжет
В центре сюжета девочка-подросток Кэнди Квокенбуш, которая была не очень довольна жизнью в Цыптауне, штате Миннесота. После ссоры со своим учителем из-за школьного проекта и случайно сделанного рисунка моря во время урока Кэнди покидает школу и отправляется на окраину города, где находит старинный маяк. Она считает, что такое местоположение маяка довольно странное, потому что Цыптаун находится в тысячах километрах от океана.
Позже она встречает вора по имени Джон Хват, который выглядел как человек, но при этом с рогами на голове. На отростках рогов росли маленькие головы — четыре на левом роге и три на правом, которые являлись братьями Джона Хвата. Как оказалось, его преследует зловещее существо по имени Мендельсон Остов. Джон Удалец, один из братьев Джона Хвата, просит помощи Кэнди и отправляет её зажечь фонарь на Маяке, который вызывает море Изабелла из параллельного мира. Кэнди лезет на маяк по гнилой лестнице, пока братья отвлекают Мендельсона Остова. Достигнув вершины, она находит перевёрнутую пирамиду с чашей сверху. Какого было её удивление, когда она обнаружила, что узор на металлическом шаре, который являлся ключевой деталью для включения фонаря на маяке, повторяет её рисунок, сделанный неосознанно в школьной книге.
С помощью маяка Кэнди вместе с Джоном Хватом попадает в Абарат, который расположен на море Изабеллы и состоит из двадцати пяти островов, каждый из которых соответствует одному суточному часу не считая 25 центрального острова.
Дальше в книге рассказывается о последующих приключениях Кэнди, когда она узнаёт пророчество о том, что только она может решить проблемы, затрагивающие Абарат и справиться с главными антагонистами романа, каждый из которых стремится к господству над Абаратом: колдуном Кристофером Тленом, его бабушкой Ветошью, и промышленником Роджо Пикслером.

## Основа книги
Абаратом является мир, который состоит из островов. Каждый остров базируется на времени суток (кроме последнего острова, который составляет «25-й час»). Эти острова расположены в море Изабеллы, которое иногда олицетворяет персонажей. Вместе они составляют то, что является «безграничным миром» Абарата.

## Критика
В 2002 году книга Абарат была номинирован на премию Брэма Стокера за лучшую работу для молодых читателей. В 2003 году книга заняла 2-е место на премии Локус в номинации лучший подростковый роман.
Publishers Weekly рассмотрел его работу «…Воображение автора рисует довольно мрачные и в то же время яркие образы („тёмные потоки энергии двигались по её венам и выскакивали из пальцев“, — говорит одна из трёх женщин во вводной сцене), которые дополняют портреты персонажей (манера их написания напоминают некоторые поздние работы Ван Гога). Но при всём этом, после прочтения этой довольно громоздкой книги, читатели могут быть разочарованы, так как многие сюжетные линии не раскрыты.»
School Library Journal комментирует «…Баркеру гораздо комфортнее в его вымышленном мире Абарата; главы, которые проходят в Цыптауне, не кажутся полностью развёрнутыми, однако, когда Кэнди находится уже в фантастической реальности, книга полностью преображается. Описание мест, культур и мифологии в сочетании с иллюстрациями Баркера и хорошо раскрытыми персонажами позволяют читателям быстро погрузиться в красивый и пугающий мир Абарата. Первая книга Абарат прекрасно подходит для того, чтобы отправиться в захватывающее, полное тайн и неожиданных открытий путешествие».